# Steven J. Plimpton
Steven J. Plimpton ist ein US-amerikanischer Physiker und Informatiker.
Er wurde 1989 in Physikingenieurwesen an der Cornell University promoviert und ist an den Sandia National Laboratories.
Plimpton befasst sich mit Simulationen auf Hochleistungs-Parallelrechnern, meist für Materialwissenschaften und Simulationen molekularer Dynamik (LAMMPS-Code, der weite Verbreitung fand). Weitere von ihm entwickelte Software für die Modellierung von Materialien auf mikroskopischer Ebene ist SPPARKS (Monte-Carlo-Modellierung von Materialverarbeitung auf Mesoskala) und SPARTA (Monte-Carlo-Direktsimulation [DSMC] für die Modellierung von Turbulenz und Strömung in Gasen niedriger Dichte).
2017 erhielt er den Sidney Fernbach Award  für Hochleistungs-Simulations-Umgebungen die die Forschung in Materialwissenschaften, Chemie, Biologie und verwandten Gebieten beförderten.

## Schriften (Auswahl)
- Fast Parallel Algorithms for Short-Range Molecular Dynamics. In: Journal of Computational Physics. Band 117, Nr. 1, März 1995, S. 1–19, doi:10.1006/jcph.1995.1039.
- mit C. L. Kelchner, J. C. Hamilton: Dislocation nucleation and defect structure during surface indentation. In: Physical Review B. Band 58, Nr. 17, November 1998, S. 11085–11088, doi:10.1103/PhysRevB.58.11085.
- mit C. Donati u. a.: Dynamical Heterogeneities in a Supercooled Lennard-Jones Liquid. In: Physical Review Letters. Band 79, Nr. 15, 13. Oktober 1997, S. 2827–2830, doi:10.1103/PhysRevLett.79.2827.
- mit C. Donati u. a.: Stringlike Cooperative Motion in a Supercooled Liquid. In: Physical Review Letters. Band 80, Nr. 11, 16. März 1998, S. 2338–2341, doi:10.1103/PhysRevLett.80.2338.
- mit L. E. Silbert u. a.: Granular flow down an inclined plane: Bagnold scaling and rheology. In: Physical Review E. Band 64, Nr. 5, 25. Oktober 2001, S. 051302, doi:10.1103/PhysRevE.64.051302.
- mit C. R. Sovinec u. a.: Nonlinear magnetohydrodynamics simulation using high-order finite elements. Juni 2005 (iaea.org).
- mit P. Crozier, A. Thompson: LAMMPS-large-scale atomic/molecular massively parallel simulator. Sandia Labs, 2007.